# Ciclo del glutatión-ascorbato

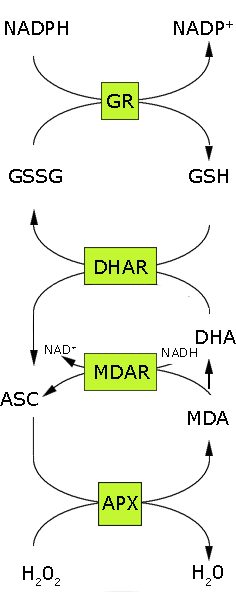
El ciclo del glutatión-ascorbato. Las abreviaturas se encuentran definidas en el texto del artículo.

El ciclo de glutatión-ascorbato es una vía metabólica que detoxifica el peróxido de hidrógeno (H
2O
2), una especie reactiva de oxígeno que es un producto de desecho en el metabolismo. El ciclo implica los metabolitos antioxidantes: Ascorbato, glutatión y NADPH y las enzimas que enlazan a estos metabolitos.
En el primer paso de esta vía, el H
2O
2 se reduce a agua por acción de la enzima ascorbato peroxidasa (APX) usando ascorbato como donante de electrones. El ascorbato oxidado(monodeshidroascorbato) se regenera por acción de la monodeshidroascorbato reductasa (MDAR). Sin embargo, el monodeshidroascorbato es un radical y si no se reduce rápidamente se desproporciona en ascorbato y deshidroascorbato.
El deshidroascorbato se reduce a ascorbato por acción de la deshidroascorbato reductasa que utiliza GSH, dando glutatión oxidado (GSSG). Finalmente el GSSG se reduce por acción de la glutatión reductasa (GR) usando NADPH como donante de electrones. Esto quiere decir que el ascorbato y el glutatión no se consumen; el flujo de electrones va desde el NADPH al H
2O
2. La reducción del deshidroascorbato puede ser no enzimática o catalizada por las proteínas con actividad deshidroascorbato reductasa (DHAR), tal como la glutatión omega 1 S-transferasa o las glutarredoxinas.
En las plantas, el ciclo del glutatión-ascorbato opera en el citosol, mitocondrias, plástidos y peroxisomas. Como el glutatión, ascorbato y NADPH están presentes en altas concentraciones en las células vegetales, el ciclo del glutatión-ascorbato juega un papel clave para la detoxificación del H
2O
2. Sin embargo, otras enzimas (peroxidasas), incluyendo peroxirredoxinas y peroxidasas de glutatión, que utilizan tiorredoxinas o glutaredoxinas para la reducción de sustrato, también contribuyen a la eliminación de H
2O
2 en las plantas.